# 東海大学体育会サッカー部
東海大学体育会サッカー部（とうかいだいがくたいいくかいサッカーぶ、英語: Tokai University Football Club）は、神奈川県平塚市にある東海大学のサッカー部である。

## 概要
男子部は1964年に、女子部は2011年にそれぞれ創部され、男子部と女子部に分かれて活動している。男子部は2024年現在、関東大学サッカーリーグ1部に所属している。また、2016年JFA・Jリーグ特別指定選手を輩出している。女子部は愛称をひまわりと呼称し、関東大学女子サッカーリーグ2部、ブロッサムリーグ、神奈川県女子サッカーリーグに所属している。

## 主な戦績

### 男子部
- 第37回全日本大学サッカー選手権大会（1988）優勝
- 第39回全日本大学サッカー選手権大会（1990）優勝
- 第15回総理大臣杯全日本大学サッカートーナメント（1991）優勝
- 第24回総理大臣杯全日本大学サッカートーナメント（2000）優勝
- #atarimaeni CUP サッカーができる当たり前に、ありがとう!（2020）優勝
- 関東大学サッカーリーグ戦1部（1985）優勝